# ヴァレー州

ヴァレー州の位置

ヴァレー州（ヴァレーしゅう、フランス語: Canton du Valais、ドイツ語: Kanton Wallis、イタリア語: Canton Vallese）は、スイス南部の州（カントン）。フランス語圏とドイツ語圏にまたがる。日本ではフランス語名の「ヴァレー州」が比較的多用されるが、ドイツ語名のヴァリス州が使われることもある。人口は33万5696人（2015年12月）。州都はシオン。マッターホルンを望む町、ツェルマットなどは内外から多くの観光客を集める。

## 地理

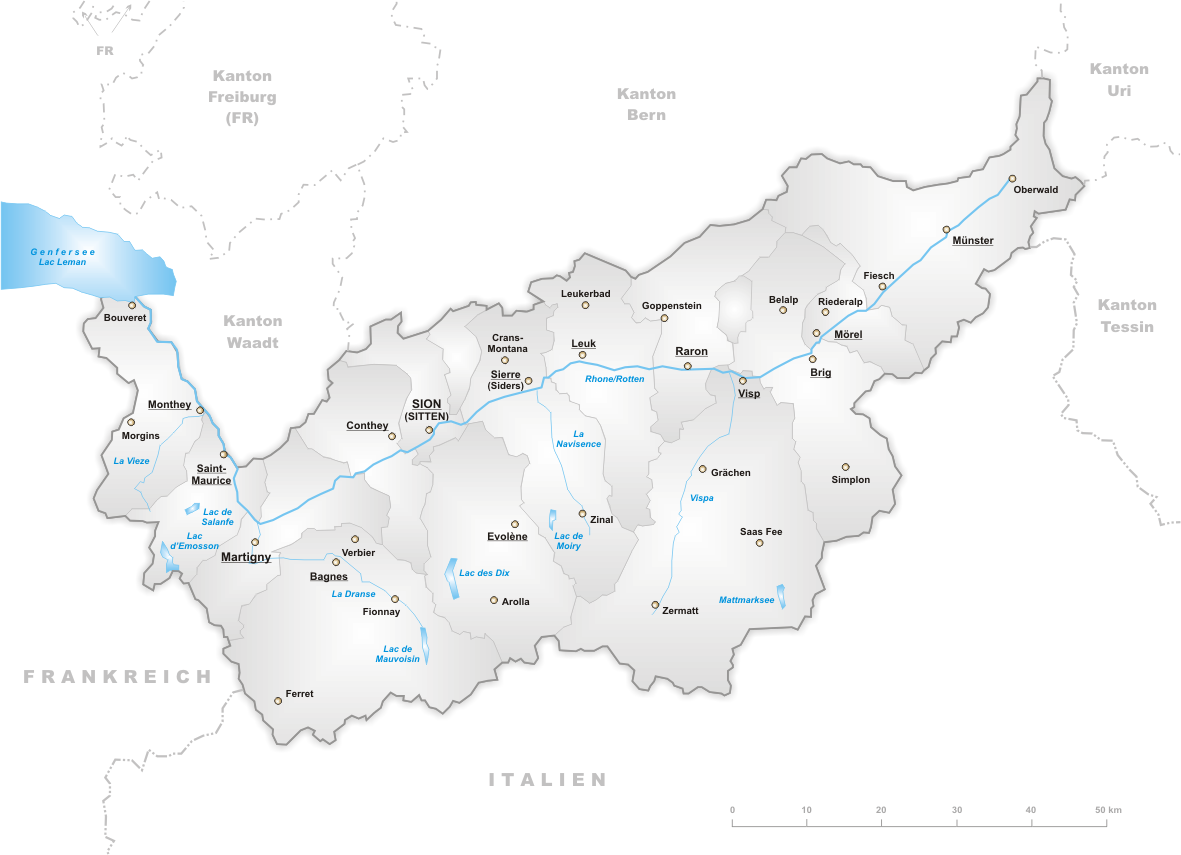
ヴァレー州の地図

ヴァレー州はスイスの中央より南西に位置している。

### 隣接している州
- 北:ヴォー州,ベルン州
- 南:イタリア国境
- 南西:フランス国境
- 東:ウーリ州,ティチーノ州

## 行政区
ヴァレー州は以下の14の郡に分かれている。
| 郡                               | 人口 （2015年12月） | 面積(km²) | 中心都市                                       | 基礎自治体の数 |
| -------------------------------- | ------------------- | --------- | ---------------------------------------------- | -------------- |
| Brig （ブリーク）                | 26,580              | 434.50    | Brig-Glis （ブリーク）                         | 9              |
| Conthey （コンテ）               | 27,312              | 234.20    | Conthey （コンテ）                             | 5              |
| Entremont （アントルモン）       | 15,044              | 633.20    | Sembrancher （センブランシェール）             | 6              |
| Goms （ゴムス）                  | 4,452               | 588.30    | Münster-Geschinen （ミュンスター・ゲッシネン） | 12             |
| Hérens （エラン）                | 11,029              | 443.50    | Evolène （エヴォレーヌ）                       | 9              |
| Leuk （ロイク）                  | 12,368              | 335.90    | Leuk （ロイク）                                | 14             |
| Martigny （マルティニー）        | 46,140              | 263.50    | Martigny VS （マルティニー）                   | 11             |
| Monthey （モンテー）             | 45,179              | 255.10    | Monthey （モンテー）                           | 9              |
| Östlich-Raron （東ラロン）       | 2,980               | 127.20    | Mörel-Filet （メレル・フィレ）                 | 7              |
| Saint-Maurice （サン・モーリス） | 13,498              | 185.60    | Saint-Maurice VS （サン・モーリス）            | 10             |
| Sierre （シエール）              | 48,906              | 397.00    | Sierre （シエール）                            | 15             |
| Sion （シオン）                  | 45,932              | 125.60    | Sion （シオン）                                | 6              |
| Visp （フィスプ）                | 28,412              | 863.80    | Visp （フィスプ）                              | 19             |
| Westlich-Raron （西ラロン）      | 7,852               | 266.30    | Raron （ラロン）                               | 11             |
| 合計（14）                       | 335,696             | 5153.70   |                                                | 143            |

## 関係者
出身者
居住その他ゆかりある人物
- ロジャー・ムーア - 俳優。クラン＝モンタナで死去。